# Blue Berry Hill
Blue Berry Hill és una concentració de població designada pel cens dels Estats Units a l'estat de Texas. Segons el cens del 2000 tenia 982 habitants.

## Demografia
Segons el cens del 2000, Blue Berry Hill tenia 982 habitants, 316 habitatges, i 238 famílies. La densitat de població era de 129,4 habitants per km².
Dels 316 habitatges en un 40,2% hi vivien nens de menys de 18 anys, en un 52,5% hi vivien parelles casades, en un 17,4% dones solteres, i en un 24,4% no eren unitats familiars. En el 16,1% dels habitatges hi vivien persones soles el 5,7% de les quals corresponia a persones de 65 anys o més que vivien soles. El nombre mitjà de persones vivint en cada habitatge era de 3,11 i el nombre mitjà de persones que vivien en cada família era de 3,54.
Per edats la població es repartia de la següent manera: un 34% tenia menys de 18 anys, un 11,4% entre 18 i 24, un 27% entre 25 i 44, un 19,9% de 45 a 60 i un 7,7% 65 anys o més.
L'edat mediana era de 29 anys. Per cada 100 dones de 18 o més anys hi havia 97 homes.
La renda mediana per habitatge era de 26.500 $ i la renda mediana per família de 26.250 $. Els homes tenien una renda mediana de 27.273 $ mentre que les dones 16.912 $. La renda per capita de la població era de 9.255 $. Aproximadament el 39,5% de les famílies i el 45,3% de la població estaven per davall del llindar de pobresa.

## Poblacions més properes
El següent diagrama mostra les poblacions més properes.